# Кроветворные органы
Кроветворные органы, депо крови — органы, служащие местом образования форменных элементов крови.
У человека после рождения в норме основным кроветворным органом является красный, или кроветворный, костный мозг. Красный костный мозг у человека расположен в основном в тазовых костях и в эпифизах длинных трубчатых костей конечностей.
В тимусе завершается созревание Т-лимфоцитов, и происходит их пролиферация; кроме того, элиминируются те Т-лимфоциты, которые настроены против собственных антигенных детерминант.
У человеческого эмбриона развито так называемое экстрамедуллярное, или внекостномозговое, кроветворение. Кроветворными органами при этом являются селезёнка и тимус. Очаги экстрамедуллярного кроветворения могут появиться и у ребёнка или взрослого при некоторых патологических состояниях, нарушающих нормальное костномозговое кроветворение или вызывающих повышенную нагрузку на кроветворные органы. Например, весьма часто очаги экстрамедуллярного кроветворения в различных тканях и органах (прежде всего в печени и селезёнке) обнаруживаются при лейкозах. Эти очаги не следует путать с очагами лейкозной (бластной) инфильтрации органов — в случае экстрамедуллярного кроветворения речь идёт о компенсаторной реакции нормальных, не опухолетрансформированных, клеток кроветворной ткани на ухудшение условий для костномозгового кроветворения.